# Bom Jesus do Itabapoana (kommun)
Bom Jesus do Itabapoana är en kommun i Brasilien.   Den ligger i delstaten Rio de Janeiro, i den sydöstra delen av landet, 900 km sydost om huvudstaden Brasília. Antalet invånare är 35 384.
Följande samhällen finns i Bom Jesus do Itabapoana:
- Bom Jesus do Itabapoana

Omgivningarna runt Bom Jesus do Itabapoana är huvudsakligen savann. Runt Bom Jesus do Itabapoana är det ganska tätbefolkat, med 116 invånare per kvadratkilometer.